# Tunarii Vechi
Tunarii Vechi – wieś w Rumunii, w okręgu Dolj, w gminie Poiana Mare. W 2011 roku liczyła 1262 mieszkańców.